# One from the Vault
One from the Vault è un album dal vivo del gruppo rock statunitense Grateful Dead, pubblicato nel 1991.

## Tracce

### Disco 1
1. Introduction by Bill Graham
2. Help on the Way / Slipknot!
3. Franklin's Tower
4. The Music Never Stopped
5. It Must Have Been the Roses
6. Eyes of the World / Drums
7. King Solomon's Marbles
8. Around and Around

### Disco 2
1. Sugaree
2. Big River
3. Crazy Fingers / Drums
4. The Other One Jam
5. Sage and Spirit
6. Goin' Down the Road Feeling Bad
7. U.S. Blues
8. Blues for Allah

## Formazione
- Jerry Garcia – chitarra, voce
- Bob Weir – chitarra, voce
- Keith Godchaux – tastiera, voce
- Donna Jean Godchaux – voce
- Phil Lesh – basso, voce
- Bill Kreutzmann – batteria, percussioni
- Mickey Hart – percussioni